# Kochaj albo giń
Kochaj albo giń (oryg. Ek Hasina Thi / एक हसीना थी, ang. There Was a Beautiful Girl) to bollywoodzki thriller wyprodukowany w 2004 roku przez Ram Gopal Varma, a wyreżyserowany przez debiutanta Srirama Raghavana. W rolach głównych wystąpili Urmila Matondkar i Saif Ali Khan. 

## Obsada
- Saif Ali Khan – Karan Singh Rathod
- Urmila Matondkar – Sarika Vartak
- Seema Biswas – ACP Malti Vaidya
- Aditya Srivastava – Kamlesh Mathur
- Pratima Kazmi – Pramila
- Zakir Hussain – Sanjeiv Nanda
- Seema Adhikari – Dolly
- Gopal Singh – Abhijeet

## Nagrody i nominacje
1. nominacja do Nagrody Filmfare dla Najlepszej Aktorki – Urmila Matondkar
2. Nagroda Screen Weekly za najlepszy scenariusz – Pooja Ladha Surti
3. nominacja do Nagrody Screen Weekly dla Najlepszej Aktorki – Urmila Matondkar
4. nominacja do Nagrody Screen Weekly za Najlepszy Debiut Reżyserski – Sriram Raghavan
5. nominacja do Nagrody Screen Weekly za Najlepszą Rolę Negatywną – Saif Ali Khan
6. Nagroda Zee Cine  – nagroda za najlepszą edycję  – Sanjib Datta
7. nominacja do Nagrody Zee Cine dla Najlepszej Aktorki – Urmila Matondkar
8. nominacja do Nagrody Zee Cine za Najlepszy Debiut Reżyserski  – Sriram Raghavan
9. nominacja do Nagrody Zee Cine za Najlepszą Rolę Negatywną – Saif Ali Khan
10. nominacja do Nagrody Zee Cine za Najlepszy Scenariusz  – Pooja Ladha Surti